# Căile Ferate Române

Mapa systemu kolejowego Rumunii

Căile Ferate Române („Koleje Rumuńskie”, CFR) lub Societatea Națională a Căilor Ferate Române (SNCFR) – państwowa spółka kolejowa w Rumunii działająca w latach 1880–1998, zarządzająca czwartą co do wielkości siecią w Europie pod względem przewozu pasażerów i towarów. Zarząd spółki mieścił się w Bukareszcie, CFR posiadał również oddziały terenowe w Klużu, Krajowej, Jassach, Gałaczu, Braszowie, Konstancy i Timișoarze.

## Historia

### Rumuńskie koleje w XIX wieku
Pierwsza linia kolejowa na obecnym terytorium Rumunii została otwarta 20 sierpnia 1854 i połączyła transylwańskie miasto Oravița z portem rzecznym nad Dunajem – miastem Baziaș. Linia miała 62,5 km długości, używano jej do transportu węgla. Od 12 stycznia 1855 obsługiwana była przez koleje austriackie – region był częścią Austrii (a później węgierskiej części Austro-Węgier). Po licznych ulepszeniach i rozbudowie infrastruktury, 1 listopada 1856 otwarto linię dla ruchu pasażerskiego.
Między 1864 a 1880 wybudowano liczne linie kolejowe na terytorium Królestwa Rumunii. Pierwszą linią kolejową na ówczesnym terytorium Rumunii, była linia łącząca Bukareszt z Giurgiu, której budowa została rozpoczęta 1 września 1865 przez brytyjską kompanię John Trevor-Barkley.
We wrześniu 1866 rumuński parlament przegłosował propozycję budowy linii kolejowej o długości 915 km, z miejscowości Vârciorova na południu do Romanu na północy, przez Pitești, Bukareszt, Buzău, Braiłę, Gałacz i Tecuci, najludniejsze wówczas miasta. Koszt budowy wynosił 270000 złotych franków za każdy budowany kilometr. Konstrukcją linii zajęło się niemieckie konsorcjum Strousberg. Linię konstruowano w dwóch odcinkach, pierwszy – z Pitești do Romanu – został otwarty 13 września 1872, a drugi (Vârciorova – Pitești) – 9 maja 1878 roku. Cała linia była ważną częścią rumuńskiej infrastruktury kolejowej, ponieważ objęła niemal cały obszar królestwa i zapewniła możliwość transportu towarowego i pasażerskiego między wołoskimi i mołdawskimi miastami.
W dniu 10 września 1868 ukończono budowę Dworca Północnego (Gara de Nord) w Bukareszcie. W styczniu 1880 parlament przegłosował przekazanie aktu własności dworca i linii Vârciorova – Roman z rąk konsorcjum Strousberg w ręce państwa. Administracją zajęła się CFR – instytucja, która przetrwała do dziś. Pierwszy zarząd spółki składał się z trzech lordów: Kalinderu, Stătescu i Falcoianu.
W maju 1868 zawarło umowę z konsorcjum Offenheim o budowę kilku krótszych linii kolejowych w regionie mołdawskim. Linie te, o łącznej długości około 225 km miały wieść od Romanu do Ițcani, z Pașcani do Jass i z Verești do Botoszan. Były kolejno otwierane w przeciągu dwóch lat – od grudnia 1869 do listopada 1871. Offenheim, przez nieudolne zarządzanie, musiało oddać CFR administrowanie liniami w styczniu 1889 roku.
W tym samym czasie, podczas wojny o niepodległość Rumunii w 1877, kraj zajął nadmorski region Dobrudża, wcześniej podlegający Imperium Osmańskiemu. Parlament przekazał CFR linię kolejową łączącą Konstancę z Cernavodă, zbudowaną przez Turków w 1860 roku. W tym czasie przekazano spółce również linię Bukareszt – Giurgiu.
Gdy w 1889 państwo rumuńskie stało się właścicielem wszystkich linii kolejowych w kraju, łączna długość sieci wynosiła 1377 km.

### Koleje w początkach XX wieku
W 1918 Królestwo Rumunii anektowało regiony: Siedmiogród, Besarabia i Bukowina oraz części Banatu, Kriszany i Maramureszu, tworząc Wielką Rumunię. W rezultacie, wszystkie linie kolejowe na zdobytych ziemiach, dawniej w posiadaniu austro-węgierskich i rosyjskich spółek stały się własnością państwa, czyli w praktyce CFR. Było to istotne wydarzenie dla rumuńskich kolei, ponieważ w granicach kraju znalazła się duża fabryka maszyn i huta stali w Aradzie. Rozpoczęto wykorzystywanie tych zakładów do produkcji dobrej jakości wagonów i lokomotyw dla spółki kolejowej.
Przed I wojną światową i w dwudziestoleciu międzywojennym na wielu liniach dobudowano drugi tor, aby zwiększyć prędkość transportu na najbardziej eksploatowanych odcinkach. Pierwszą „podwojoną” linią była trasa z Bukaresztu przez Ploeszti do Câmpiny – budowę drugiego toru ukończono w 1912 roku. Inne rozbudowane szlaki to m.in.:
- Konstanca – Cernavodă (1931)
- Adjud – Tecuci (1933)
- Teiuș – Apahida (1940)
- Câmpina – Braszów (1941)
- Buzău – Mărășești (1942).

W latach 20 XX w. i 30 XX w. CFR nabyło wiele nowych wagonów i lokomotyw, rozpoczynając szeroko zakrojoną modernizację. Zaczęto korzystać ze składów napędzanych silnikiem Diesla, wybudowano również szybkie zespoły trakcyjne Malaxa, do tej pory używane jako składy służbowe na terenie Banatu.
Znaczącym wydarzeniem w historii rumuńskich kolei był strajk w warsztatach naprawczych Grivița w Bukareszcie w 1933, który miał miejsce podczas Wielkiego Kryzysu i został stłumiony siłą przez wojsko - podczas pacyfikacji zginęło od czterech do kilkunastu protestujących, a kilkadziesiąt osób zostało rannych.

### Koleje Rumunii w latach 1945–1989

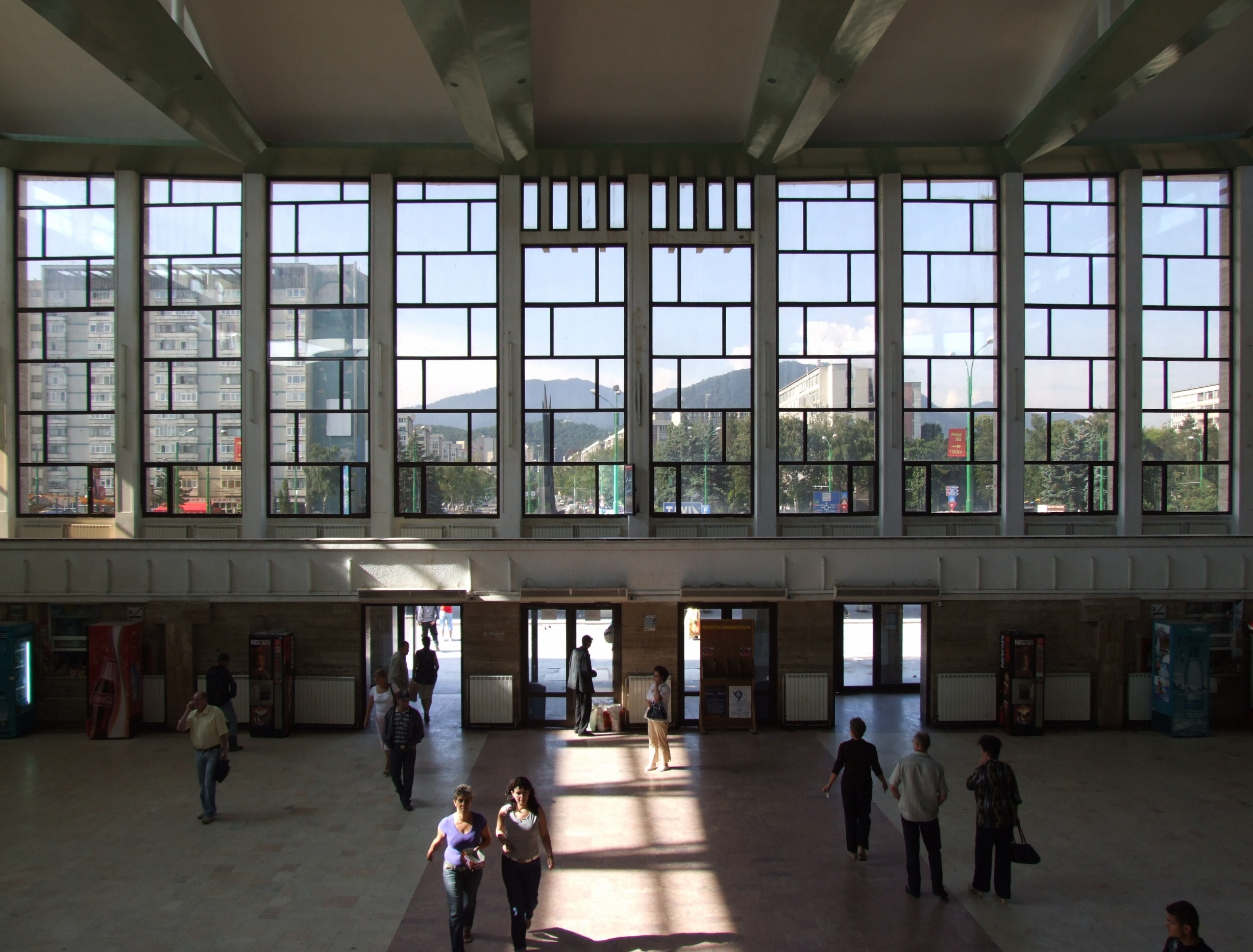
Hala dworca kolejowego w Braszowie

Po przekształceniu Rumunii w państwo satelickie ZSRR w 1949, znacząca liczba inwestycji rządowych dotyczyła pośrednio lub bezpośrednio infrastruktury kolejowej, często kosztem dróg i innych form transportu. W tym czasie koleje często uważano za symbol szybkiej industrializacji Rumunii w czasach takich przywódców jak Gheorghe Gheorghiu-Dej i Nicolae Ceaușescu. Rozwijając kolej, rozpoczęto również dalsze podwajanie torów, a także elektryfikację sieci.
Pierwszą zelektryfikowaną linią kolejową na terenie Rumunii była linia łącząca Bukareszt z Braszowem, na której natężenie ruchu było największe. Prace elektryfikacyjne rozpoczęto w 1959 roku, a pierwszy odcinek (Braszów – Predeal) otwarto 9 grudnia 1965 roku. W dniu 20 kwietnia 1966 sieć trakcji elektrycznej dociągnięto do Câmpiny. Ostatecznie linia została w całości zelektryfikowana 19 lutego 1969 roku. Częstotliwość wynosiła 50 Hz a napięcie 25 kV.
Rozmaite linie zostały „podwojone” aby zwiększyć przepustowość oraz szybkość transportu:
- Făurei – Gałacz (1971)
- Pantelimon – Cernavodă (1971)
- Bukareszt – Roșiori – Krajowa (1972)
- Chitila – Golești (1972)
- Braszów – Câmpul Libertății (1974)
- Adjud – Suczawa (1975).

W połowie lat 70 XX w. tabor parowy przestał być eksploatowany. Zastąpiono go spalinowymi i elektrycznymi lokomotywami i zespołami trakcyjnymi, w większości budowanymi w fabryce Astra w Aradzie.

### CFR po roku 1989

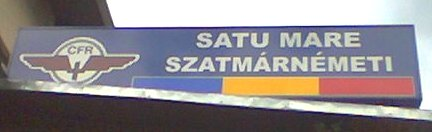
Dwujęzyczne oznaczenie na stacji kolejowej w Satu Mare

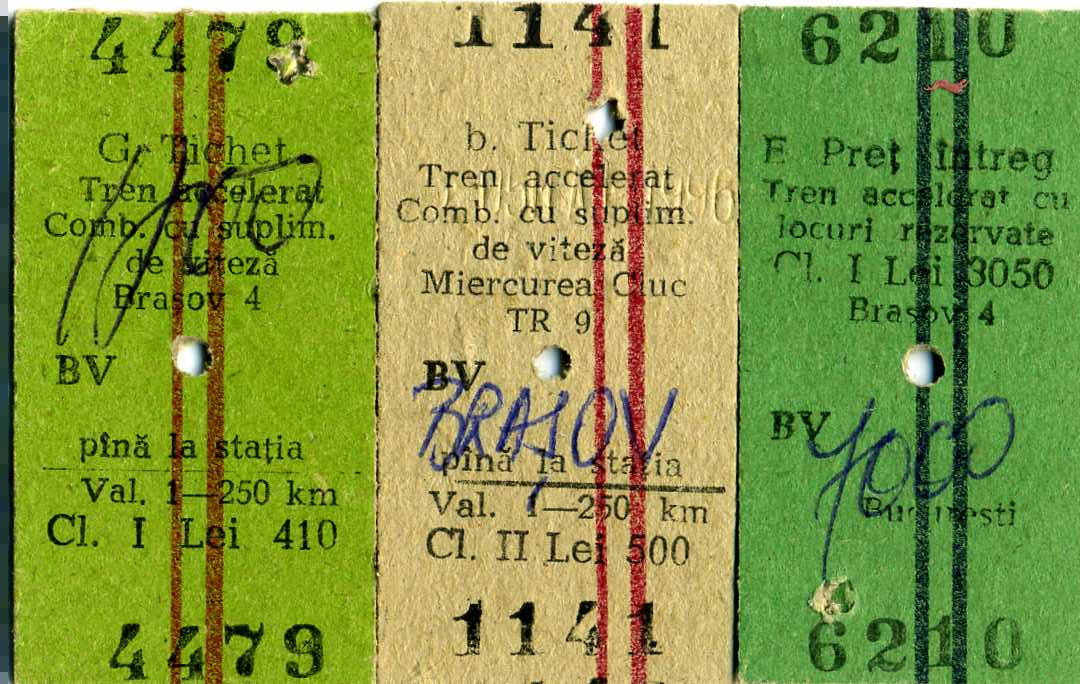
Bilety kolei rumuńskich (1996)

Po rewolucji w Rumunii w 1989 roku, która spowodowała upadek reżimu, Rumunia miała jedną z największych, najgęstszych i najbardziej eksploatowanych sieci kolejowych w Europie, ale także bardzo przestarzałą infrastrukturę. To, w połączeniu z gospodarczym kryzysem w latach 90 XX w., spowodowanym przestawieniem kraju na gospodarkę rynkową, doprowadziło niemal do upadku spółki. Wiele nieużywanych lub wykorzystywanych w niewielkim stopniu tras, głównie w obszarach wiejskich, zostało zamkniętych, a tabor, wyprodukowany głównie w latach 70 XX w., był w bardzo złym stanie technicznym. Wizerunek CFR, zarówno w Rumunii, jak i poza jej granicami bardzo ucierpiał, głównie z powodu raportów o zniszczonych, rozpadających się pociągach, kiepskiej obsłudze klienta i niedołężności zarządu.
Sytuacja utrzymywała się do 1998 roku, gdy Societatea Națională a Căilor Ferate Române (Państwowe Przedsiębiorstwo Kolei Rumuńskich) została zreorganizowana i podzielona na cztery odrębne spółki.
Od 1989 roku systematycznie likwidowano niedochodowe trasy – zwłaszcza te przeznaczone wyłącznie do celów przemysłowych (jak bocznice fabryczne) oraz koleje wąskotorowe. Robiono to głównie dla zwiększenia konkurencyjności dla prywatnych sieci autobusowych, kursujących między głównymi miastami, oraz z powodu niewielkiej ilości pasażerów i przewożonych towarów na tych trasach. Planuje się dalsze zamykanie rzadko używanych linii, zwłaszcza w okręgu Temesz.
Część linii wąskotorowych została ponownie otwarta przez CFR Societatea Feroviară de Turism (CFR Kolejowe Przedsiębiorstwo Turystyczne) dla celów turystycznych, ale działa wyłącznie okazjonalnie (około dwóch razy w miesiącu). Reaktywowane linie to między innymi:
- Abrud – Câmpeni
- Târgu Mureș – Band
- Moldovița – Canton.

Wszystkie wąskotorówki leśne zostały sprywatyzowane i sprzedane leśnictwom i nadleśnictwom. Część z nich stała się popularnymi atrakcjami turystycznymi.

## Następcy
W 1998 roku, kiedy firma uległa likwidacji, w wyniku podziału powstały następujące spółki:
- CFR Călători – odpowiada za przewozy pasażerskie
- CFR Marfă – odpowiada za przewozy towarowe
- Compania Națională de Căi Ferate CFR – odpowiada za stan torów, budynków stacyjnych, sieci elektrycznej itp.
- CFR Societatea Feroviară de Turism – obsługuje kolej wąskotorową i częściowo turystyczną